# Artemisia genipi
Artemisia genipi  (лат.) — многолетнее травянистое растение, вид рода Полынь (Artemisia) семейства Астровые (Asteraceae).
Ароматные травы высотой 10—20 см, в основном с одиночным не ветвящемся стеблем, покрытые белёсым опушением. 
Число хромосом 2n = 18.
Эндемик Альп. Ареал лежит в горных районах Европы, простирается от Франции через Италию, Швейцарию, Лихтенштейн и Австрию захватывая Словению.
Предпочитает селиться на известковых, влажных каменистых участках на высотах от 1400 до 2500 и более метров над уровнем моря. 
Встречается на альпийских и субальпийских известняковых лугах, на известняковых и кальциевых осыпях, на кремнистых склонах у снеговой линии гор вдоль границы постоянных ледников.

## Значение и применение
Используется при производстве травяного ликера под названием «Génépi», который пользуется особой популярностью в западных Альпах, особенно в итальянской провинции Валле-д’Аоста и альпийских долинах Пьемонта .

## Таксономия
Artemisia genipi Weber ex Stechm. Dissertatio inauguralis botanico medica de Artemisiis. 17. 1775.

### Синонимы
- Absinthium tanacetifolium (L.) Gaertn.
- Artemisia bocconei All.
- Artemisia macrophylla Fisch. ex Besser
- Artemisia mertensiana Wallr.
- Artemisia mirabilis  Rouy
- Artemisia orthobotrys Kitag.
- Artemisia racemosa Miégev.
- Artemisia rupestris Vill.
- Artemisia serreana Pamp.
- Artemisia spicata (Baumg.) Wulfen ex Jacq.
- Artemisia sylvatica Ledeb.
- Artemisia tanacetifolia All.

|                                                    |  |  |
| Соцветие, ботаническая иллюстрация, гербарный лист |  |  |